# Partito Democratico Bosgnacco del Sangiaccato
Il Partito Democratico Bosgnacco del Sangiaccato (in serbo: Bošnjačka Demokratska Stranka Sandžaka - BDSS; Бошњачка демократска странка Санџака) è un partito politico fondato nel 1996 in Serbia.
Alle ultime elezioni parlamentari del 2008 ha dato luogo alla Lista per il Sangiaccato e ha ottenuto un seggio.